# Subretka (komedia Pierre’a Corneille’a)
Subretka (fr. La Suivante) – komedia Pierre’a Corneille’a z 1632 lub 1633 roku.
Panna respektowa w bogatym domu jest obiektem zabiegów dwóch młodych adoratorów, którzy w rzeczywistości starają się o rękę jej pani. Próbuje pokrzyżować ich starania i wydać się za jednego z nich. Ojciec jej pani, starzec zakochany w siostrze jednego z adoratorów, dogaduje się z nim i w zamian za rękę siostry oddaje mu swą córkę. Obrotna służąca pozostaje z niczym.

## Data powstania utworu
W sezonie 1632/1633 Corneille wystawił w Paryżu kolejną komedię Subretkę.

## Osoby
| Osoba     | Jej rola w dramacie                                 |
| --------- | --------------------------------------------------- |
| Gerast    | ojciec Dafnis                                       |
| Polemon   | wujek Klarimonda                                    |
| Klarimond | zakochany w Dafnis                                  |
| Floram    | kochanek Dafnis                                     |
| Teant     | także zakochany w Dafnis                            |
| Damon     | przyjaciel Florama i Teanta                         |
| Dafnis    | kochanka Florama, kochana przez Klarimonda i Teanta |
| Amaranta  | służąca Dafnis                                      |
| Celia     | sąsiadka Gerasta i jego powiernica                  |
| Kleon     | sługa Damona                                        |

## Treść

### Akt I
Teant zwierza się Damonowi, że choć zabiegał dotąd o względy Amaranty, chciałby zdobyć miłość jej pani, Dafnis. Nie chcąc, by Amaranta została sama zachęcił do zabiegania o jej względy Florama. Damon zdradza mu, że Floram, podobnie jak on chce zdobyć Dafnis. Teant jest wstrząśnięty, że mimo woli umożliwił Floramowi za pośrednictwem Amaranty kontakt z Dafnis. Zapewnia wszakże Florama, że tak jest pewny miłości Amaranty, że nie obawia się jego starań. Amaranta, świadoma, że Teant nie dba o nią, próbuje ośmielić Florama, ale i on nie wydaje się zbyt zaangażowany. Dafnis strofuje Teanta, że wystawia miłość Amaranty do niego na szwank, on jednak nie wydaje się martwić staraniami Florama. Chwilę później obydwaj panowie opuszczają dom Dafnis. Amaranta wyjawia swej pani, że oziębłość Teanta względem niej bierze się stąd, że mierzy on znacznie wyżej. Dafnis obiecuje poskromić jego zapędy.

### Akt II
Gerast, ojciec Dafnis, prosi Celię, by wstawiła się za nim u pięknej Floris. Celia odradza mu związek z młodą kobietą, ostatecznie proponuje, że rozmówi się z jej bratem Floramem, który zabiega o rękę Dafnis. Floram czuje się rozdarty pomiędzy zabiegami o Amarantę a miłością do Dafnis. Amaranta uświadamia sobie, że Floram naprawdę zabiega o rękę jej pani. Dafnis przerywa jej rozmowę z Floramem i wysyła ją najpierw do sklepu, potem po chusteczki, wreszcie do znajomej, by w tym czasie rozmówić się z Floramem. Ten wyznaje, że tylko ją kocha. Dafnis wskazuje, że jest całkowicie zależna od woli ojca. Na osobności bardzo się jednak cieszy z wyznania ukochanego. Wypytuje Amarantę o jej uczucia do obydwu adoratorów. Amaranta przyznaje, że chce zdobyć któregoś z nich, a jej pani odbija ich po kolei. Dafnis na dowód swojej dobrej woli pozostawia Amarantę sam na sam z Teantem. Amaranta zapewnia Teanta, że jej pani jest rozdrażniona rozmową z Floramem, który bardzo ją wynudził, podczas gdy skłania się ku niemu. Zachwyt Teanta studzi jego przyjaciel Damon, który domyśla się w tych wiadomościach intrygi Amaranty. Radzi napuścić na siebie obydwu rywali Teanta, wykorzystać niezadowolenie wiecznie odpychanego Klarimonda i doprowadzić do jego pojedynku z Floramem.

### Akt III
Floram zapewnia Celię, że jego siostra podporządkuje się woli brata. Dafnis kategorycznie odrzuca starania Klarimonda. Zrezygnowany młodzieniec chce porzucić bezowocne zabiegi. Amaranta zapewnia go jednak, że jest kochany przez jej panią, ona jednak nie śmie okazać mu wzajemności bez zgody ojca. Amarant radzi mu więc udać się do niego. Gerast wypytuje Amarantę czy jego córka rzeczywiście jest zakochana w Klarimodzie. Amaranta sugeruje, że nie chcąc uchybić woli ojca Dafnis na pewno nie przyzna się do tego, ale na pewno będzie posłuszna jego woli. Gerast zapewnia córkę, że zgadza się z wyborem jej serca. Dafnis nie wierzy w swoje szczęście. Natychmiast też informuje o zgodzie ojca na ich związek Florama. Wybacza intrygę Amarancie, skoro doprowadziła do tak błogosławionego skutku. Amaranta czuje się zbita z tropu.

### Akt IV
Otrzymawszy wiadomość o zgodzie Florama na jego ślub z Floris, Gerast zmienia zdanie i informuje córkę, że poślubi innego. Opór Dafnis na nic się nie zdaje. Amaranta próbuje z kolei przekonać Gerasta, że Floram ustępuje jego córce pozycją społeczną i majątkową. Starzec jest nieugięty, obiecuje Amarancie podarki za przekonanie córki do ślubu z Floramem. Zakochany Floram odstępuje Amarantę Teantowi, przyznaje, że kocha z wzajemnością Dafnis. Teant nakłania go do dania satysfakcji Klarimondowi. Dafnis uwiadamia ukochanego o wycofaniu przez ojca zgody na ich ślub i zapewnia go, że nie wyjdzie za innego. Wzburzony Floram spotyka Celię, która jest przekonana, że Gerast oddałby za rękę Floris trzy córki i radzi wyjaśnić nieporozumienie.

### Akt V
Floram zdesperowany odmową Gerasta nie wie co robić. Amaranta wyjawia mu, że Gerast tak naprawdę pragnie ślubu Dafnis z Floramem. Gerast obiecuje wujowi Klarimonda, Polemonowi rękę Dafnis. Chce się w ten sposób zabezpieczyć, gdyby małżeństwo córki z Floramem nie doszło do skutku. Celia jest oburzona i zapewnia, że Floram wyraził zgodę na obustronne małżeństwa. Dafnis nie chce się zgodzić na wybór ojca, gotowa jest umrzeć. Floram każe mu zmienić zdanie i pozwolić Dafnis poślubić tego, którego wybrała. Gerast wyjaśnia, że zgodnie z tym, czego dowiedział się od Amaranty, Dafnis była zakochana w Klarimondzie. Nieporozumienie się wyjaśnia. Floram prosi Dafnis o wybaczenie winy swej służącej. Gerast spieszy się do swej przyszłej młodej żony. Amaranta zostaje na lodzie, ma tylko nadzieję, że stary Gerast pożałuje swych niewczesnych zapałów.

## Analiza
Subretka obnaża brzydotę mieszczańskich transakcji matrymonialnych. Jej bohaterka, Amaranta, panna z dobrego domu, która z powodu ubóstwa musiała się zgodzić na służbę w bogatszym domu, szybko odkrywa, że obydwaj jej adoratorzy szukają korzystniejszego ożenku z jej panią i starają się przekazać sobie nawzajem przedmiot swych pozornych zabiegów. Kiedy ostatecznie ojciec jej pani odda rękę córki w zamian za rękę młodej i ładnej siostry Florama, Amaranta pozostanie na lodzie. Upokorzona przeklina otoczenie, a szczególnie kochliwego starca i życzy jego małżonce gacha.
Amaranta różni się od konwencjonalnych postaci służących. Kieruje się własnym interesem, który nie pokrywa się z interesami jej chlebodawców. Nie łączy zakochanych, raczej usiłuje pokrzyżować ich plany i odbić dziedziczce jej kochanka, by samej wydać się za niego. Jest niezależną bohaterką, a nie tylko echem cudzych myśli.